# 青年共产党人 (意大利)
青年共产党人（義大利語：Giovani Comuniste或Giovani Comunistei）是意大利的一个左翼青年组织，它是重建共产党的青年翼。该组织成立于1995年2月。该组织的全国协调员是Anna Belligero。该组织是世界民主青年联盟的成员和欧洲民主青年左翼网络的前成员。2013年，该组织有7880名成员。该组织曾派代表参加欧洲共产主义青年组织会议。